# Martin Pfurtscheller
Martin Pfurtscheller, né le 7 mars 1968 à Hall in Tirol, est un biathlète autrichien.

## Biographie
Dans la Coupe du monde, son meilleur résultat individuel est une seizième place sur l'individuel de Pokljuka en décembre 1993. En janvier 1996, il est vainqueur avec Wolfgang Perner, Reinhard Neuner et Ludwig Gredler du relais d'Osrblie.
Il est aussi quatrième à la course par équipes aux Championnats du monde 1993 et participant des Jeux olympiques de Lillehammer en 1994.

## Palmarès

### Jeux olympiques d'hiver
| Épreuve / Édition                | Individuel | Sprint | Relais |
| Jeux olympiques 1994 Lillehammer | 57e        | 43e    | 9e     |

### Coupe du monde
- Meilleur résultat individuel : 16e.
- 1 victoire en relais.